# Национальное правительство Китайской республики
Национальное правительство, официально Национальное правительство Китайской республики (кит. трад. 中華民國 國民政府, палл. Чжунхуаминьго Гоминьчжэнфу) или Вторая Китайская республика — правительство Китая, возглавлявшееся партией Гоминьдан (кит. 国民党, палл.: Гоминьдан) в период с 1928 по 1949 гг.

## История

### Предыстория
После Синьхайской революции 1911 года лидер революции Сунь Ятсен был избран Временным президентом, и он стал основателем Временного правительства Китайской республики. Для защиты национального единства Сунь Ятсен в 1912 году передал пост президента генералу Юань Шикаю, основавшему Бэйянское правительство (Первая Китайская республика). После неудачной попытки возродить имперское правление в Китае Юань Шикай умер в 1916 году. Образовавшийся вакуум власти привел к распаду Китая на ряд полуфеодальных милитаристских вотчин, дав начало эре милитаристов, длившейся до 1928 года. 
В южном Китае в августе 1917 года Сунь Ятсеном было сформировано Кантонское правительство с избранным парламентом. Но реальная власть в южном Китае принадлежала гуансийским милитаристам, которые крайне негативно относились к парламентаризму. В августе 1919 года Сунь Ятсен был вынужден уйти в отставку и уехать в Шанхай, но в декабре 1920 года он прибыл в Гуанчжоу (Кантон), где действовало республиканское правительство, и стал в нем министром внутренних дел. Лидер анархистов Чэн Цзюнмин 16 июня 1922 года совершил в Гуанчжоу переворот, и Сунь Ятсен был вынужден снова скрываться в Шанхае. В январе 1923 года оставшиеся верными Сунь Ятсену войска выбили из Гуанчжоу силы Чэн Цзюнмина, и 21 февраля 1923 года Сунь Ятсен стал во главе Кантонского правительства.. Кантонское правительство Сунь Ятсена в 1923—1924 годах контролировало около трети провинции Гуандун на юге Китая. Он установил контакты с СССР, и к нему были присланы советские военные советники. 12 марта 1925 года Сунь Ятсен умер, что сказалось на сотрудничестве возглавлявшегося Сунь Ятсеном Гоминьдана и китайских коммунистов: преемник Сунь Ятсен Чан Кайши вскоре начал борьбу с быстро усиливавшимися коммунистами.

### Объединение страны (1925—1928 годы)
Национальное правительство Китайской республики (кит. трад. 中華民國 國民政府, палл. Чжунхуаминьго Гоминьчжэнфу) было сформировано 1 июля 1925 года в Гуанчжоу. В 1926 году Чан Кайши выступил в Северный поход с целью объединить Китай под властью Гоминьдана. Несмотря на помощь со стороны Коммунистической партии Китая (КПК) и СССР, Чан Кайши подозревал их в намерении ликвидировать Гоминьдан и установить коммунистический режим.
В 1927 году Чан Кайши нанес удар по китайским коммунистам, начав их истребление по всему подконтрольному Гоминьдану Китаю. В результате понесенных потерь по всему южному Китаю, китайские коммунисты были вынуждены уйти в подполье. Репрессии против коммунистов привели к началу гражданской войны в Китае.
В 1928 году войска Национального правительства взяли Пекин, таким образом завершив номинальное объединение Китая и обозначив начало Нанкинского десятилетия.

### Нанкинское десятилетие (1928—1937 годы)
В этот период столицей Китая стал город Нанкин, из которого национальное правительство Китайской республики управляло подконтрольными территориями. В рамках реализации теории «Трех этапов революции» Сунь Ятсена, завершение Северного похода обозначило завершение «военного этапа» и переход к «этапу опеки». Третьим этапом было конституционное правительство. Правительство должно было научить граждан их политическим и гражданским правам. Хотя правительство утверждало о стремлении установить демократический строй, оно так и осталось авторитарным.
Несмотря на то, что это был период экономического роста, Гоминьдан столкнулся с рядом политических трудностей. Внутри Гоминьдана отсутствовало единство, оппозиция в лице Вана Цзинвэя и Яня Сишаня противостояла стремлением Чана Кайши сконцентрировать власть в своих руках (см. Война центральных равнин). Активная борьба за власть продолжалась до 1931 года, пока Япония не вторглась в Маньчжурию, что заставило гоминдановцев объединиться против внешней угрозы.
Другой внутриполитической трудностью была борьба с китайскими коммунистами. Основной базой коммунистов был город Жуйцзинь в провинции Цзянси на юге Китая. В период с 1931 по 1934 годы Гоминьдан предпринял ряд попыток ликвидировать коммунистов в Цзянси, но в целом безуспешно. Только в 1934 году китайские коммунисты был вынуждены оставить Жуйцзинь и отправится в поход, известный как «Великий поход китайских коммунистов». Гоминьдан нанес большой урон коммунистическому движению, но не смог его полностью ликвидировать.
Нанкинское десятилетие закончилось в 1937 году с началом войны с Японией и эвакуацией национального правительства в Ухань.

### Японо-китайская война (1937—1945 годы)
Еще до начала войны, Чан Кайши был вынужден под давлением генералов Чжана Сюэляна и Ян Хучэна, пойти на союз с коммунистами. В 1937 году был сформирован Второй объединенный фронт для борьбы с Японией. Несмотря на союз, Чан Кайши не доверял коммунистам и опасался их усиления. В результате, там, где не было боёв с японцами, происходили столкновения между националистами и коммунистами.
В ходе войны по авторитету национального правительства, ввиду неудач на фронте, был нанесён большой удар. С наступлением японских вооруженных сил националисты оставляли крупнонаселенные города, в том числе Шанхай, Пекин, Нанкин, Ухань. На оккупированной Японией территории в 1940 году был сформирован коллаборационистский режим Ван Цзинвэя.
Под конец войны, национальное правительство получало военную поддержку от США. В руках националистов оказались территории южного и центрального Китая, тогда как коммунисты, при поддержке СССР, контролировали север. С окончанием Второй мировой войны в 1945 году противостояние между КПК и Гоминьданом возобновилось.

### Послевоенный период (1945—1948 годы)
После капитуляции Японии страны антигитлеровской коалиции передали Тайвань Китайской республике. На Тайване была установлена военная администрация, что привело к росту напряжения между местным тайваньцами и материковыми китайцами. 28 февраля 1947 года на острове произошел инцидент, повлекший за собой массовые волнения среди населения и столкновения с армией Китайской республики (в историю он вошел под названием «Инцидент 228»). Это событие имело далеко идущие последствия для истории Тайваня.
В период с 1945 по 1947 годы шли переговоры между лидерами КПК и Гоминьдана о создании коалиционного правительства (см. Соглашение 10 октября). Переговоры шли под надзором ООН, активное посредничество оказывал американский генерал Джордж Маршалл. Помимо создания коалиционного правительства, предполагалось совместное участие в создании конституции Китайской республики. Однако, на фоне продолжавшихся военных столкновений между националистами и коммунистами и стремления со стороны Чана Кайши не допустить КПК к власти, достичь поставленной цели не удалось. Гражданская война возобновилась.
25 декабря 1947 года вступила в силу Конституция Китайской республики. Чан Кайши был избран 1-м президентом Китайской республики, Ли Цзунжэнь стал вице-президентом. После инаугурации Чана Кайши, 20 мая 1948 года национальное правительство было упразднено.

## Правительство

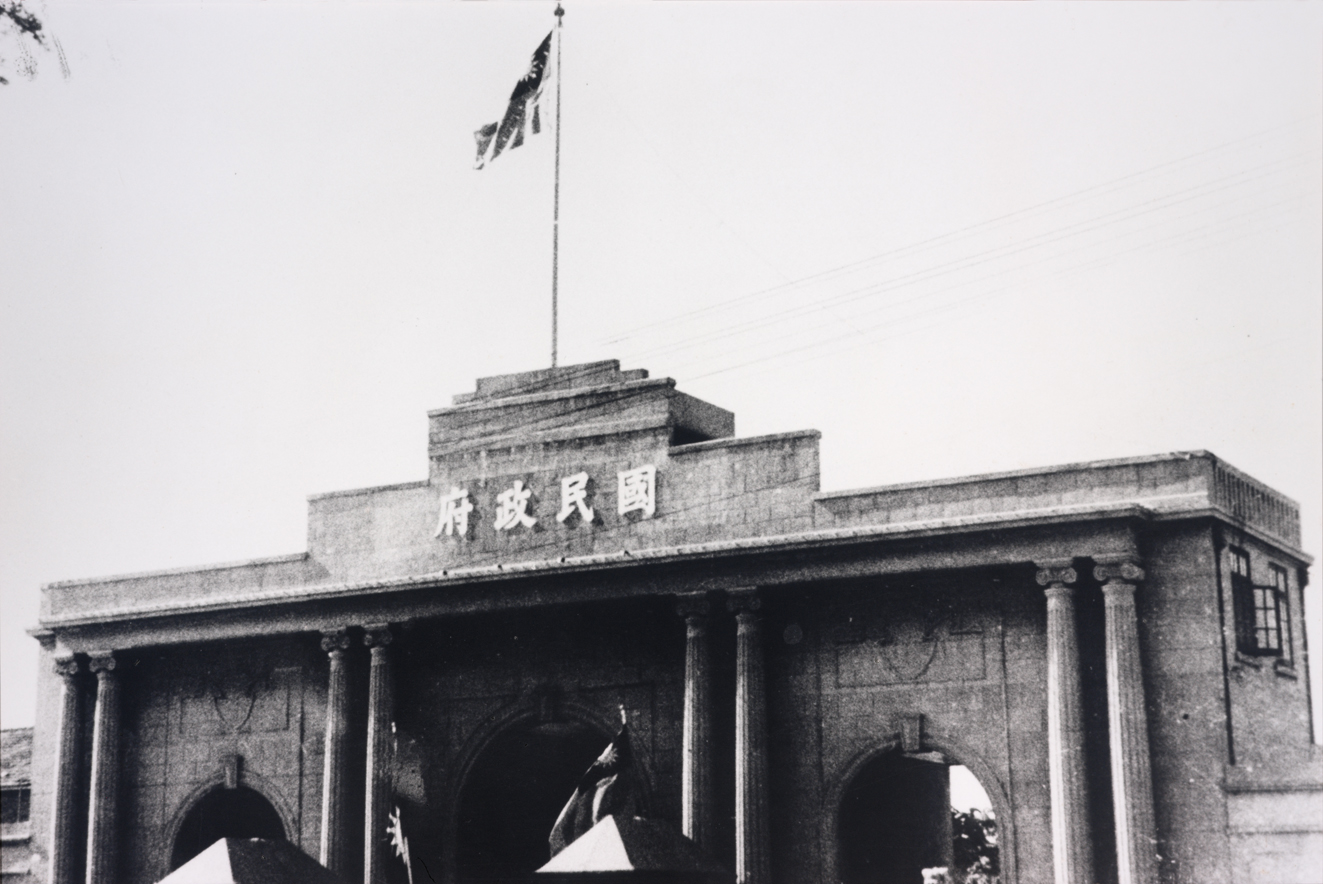
Штаб Национального правительства в Нанкине

Правительство было сформировано по принципам идеологии Данго (кит. трад. 黨國, палл. Данго, буквально: «партийное государство»), согласно которой государство управлялось одной партией. Начиная с 1946 года национальное правительство было реконструировано для включения других партий с целью подготовки будущего демократического правительства.
Главным органом власти в стране являлся Центральный Исполнительный Комитет (ЦИК). Он был сформирован в 1924 г. при помощи партийных работников СССР. В ведение ЦИК находись вопросы кадрового и организационного характера. Через ЦИК, Гоминьдан контролировал правительство.
В феврале 1928 года был принят закон о реорганизации национального правительства. Этот закон предусматривал, что национальное правительство должно было управляться и регулироваться в соответствии с волеизъявлением Центрального исполнительного комитета Гоминьдана, причём Комитет национального правительства избирался Центральным комитетом Гоминьдана.
Под управлением национального правительства находилось 7 министерств: Министерство внутренних дел, Министерство иностранных дел, Министерство финансов, Министерство юстиции, Министерство сельского хозяйства и горнодобывающей промышленности и Министерство торговли, а также Верховный суд, Контрольный Юань и Генеральная академия.
В октябре 1928 года правительство было реорганизовано в пять ветвей, или юаней: Исполнительный юань, Законодательный юань, Судебный юань, Экзаменационный Юань и Контрольный Юань.
Председатель Национального правительства должен был исполнять обязанности главы государства и главнокомандующего Национально-революционной армией. Чан Кайши был назначен первым председателем национального правительства, и эту должность он сохранял до 1931 года.

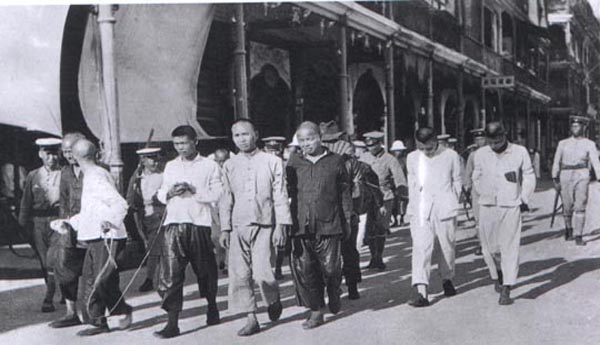
Солдаты НРА эскортируют пленных коммунистов на казнь

### Нарушение прав человека
Национальное правительство Китая часто обвиняют в массовых убийствах. По оценкам Рудольфа Руммеля, оно несёт ответственность за 6—18,5 млн смертей. Основными причинами смертей среди населения являлись:
- Голод
- Политические репрессии
- Подозрения в сотрудничестве с коммунистами
- Массовые заболевания
- Наводнение на Хуанхэ 1938 г.

## Вооруженные силы

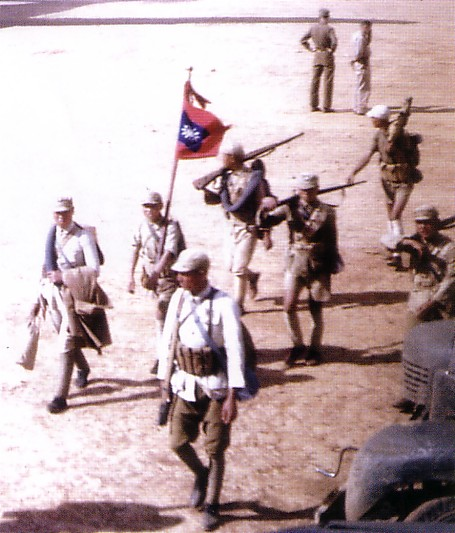
Солдаты НРА во время Второй мировой войны

Основу вооруженных сил с 1925 по 1948 годы составляла Национально-революционная армия (НРА) (кит. трад. 国民革命军, палл. Гоминьгэминцзюнь). Армия была сформирована при поддержке СССР, принимала участие в Северном походе, войне с Японией и в гражданской войне против КПК.
В ходе китайско-японской войны, в состав НРА номинально входили вооруженные силы КПК (при сохранении разделенного командования). После окончания войны, вооруженных силы КПК откололись от НРА с последующим продолжением гражданской войны. В 1947 году НРА была переименована в Вооруженные силы Китайской республики.
Как описывает Рудольф Руммель, армия формировалась посредством кровавых и бесчеловечных призывных компаний.

## Экономика

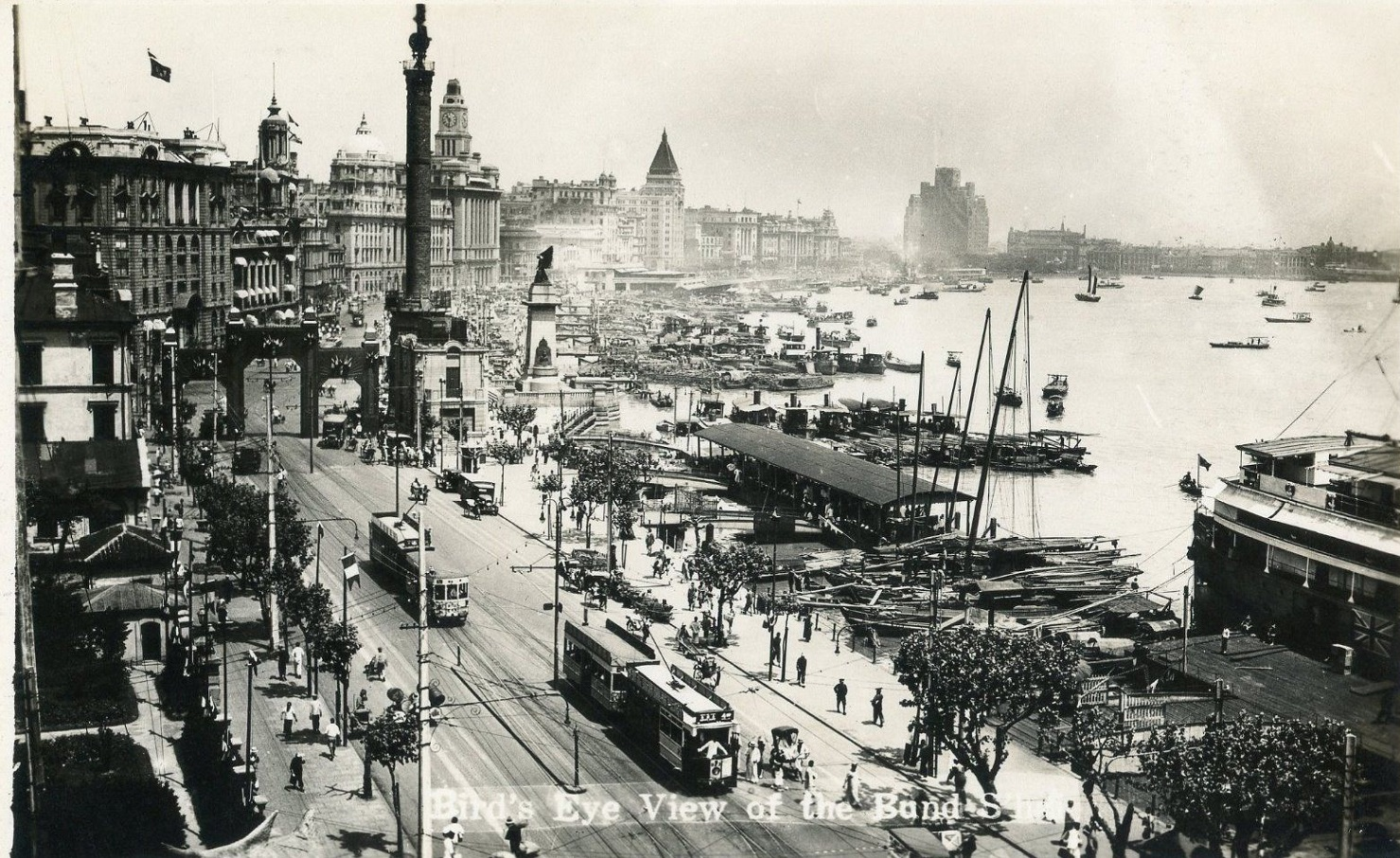
Набережная Вайтань в Шанхае (1930 г.)

После того, как Гоминьдан объединил страну в 1928 году, Китай вступил в период относительного процветания, несмотря на гражданскую войну и агрессию Японии.
Промышленность Китая развивалась и росла с 1927 по 1931 год. Несмотря на ущерб от Великой депрессии с 1931 по 1935 годы и японской оккупации Маньчжурии в 1931 году, объём промышленного производства снова вырос к 1936 году. Это лучше всего видно по показателям ВВП Китая. В 1932 году ВВП Китая достиг пика в 28,8 млрд долл., а затем упал до 21,3 млрд долл. к 1934 году и восстановился до 23,7 млрд долл. к 1935 году. К 1930 году иностранные инвестиции в Китай составили 3,5 млрд долл., Япония инвестировала 1,4 млрд долл., а Великобритания — 1 млрд. Но к 1948 году объём инвестиций, где лидировали США и Великобритания, сократился до 3 млрд долл..
Великая депрессия нанесла большой ущерб сельскохозяйственному сектору китайской экономики. Из-за перепроизводства произошло массовое падение цен на сельскохозяйственную продукцию и, в свою очередь, падение доходов крестьян.
Самые развитые провинции находились на восточном побережье Китая. Вторжение Японии ударило по экономике Китайской республики, так как эти провинции были заняты японцами. Китайско-японская война сказалась и на людских ресурсах Китая: на оккупированных японцами территориях было убито, по разным оценкам, от 20 до 25 млн человек.
Одним из результатов войны было массовое усиление государственного контроля над отраслями. В 1936 году государственные предприятия составляли только 15 % ВВП. Тем не менее, правительство Китайской республики взяло под контроль многие стратегические отрасли. В 1938 году Китайская республика учредила комитет по делам промышленности и рудного дела для надзора за фирмами, а также для установления контроля над ценами. К 1942 году 70% капитала китайской промышленности принадлежало правительству.
Коррупция, произвол властей, насильственный призыв в армию и гиперинфляция стали одними из главных причин недовольства населения национальным правительством. Население Китая всё с большей симпатией стало относиться к КПК, где основная ставка была сделана на крестьянское население. Крестьянам раздавали землю, женщин обеспечивали правами, развивался дух коллективизма. Все эти факторы в совокупности стали причинами исхода гражданской войны в Китае в пользу коммунистов.